# Smithiantha punctata
Smithiantha punctata là một loài thực vật có hoa trong họ Tai voi. Loài này được (M. Martens & Galeotti) Kuntze miêu tả khoa học đầu tiên năm 1891.